# Sciophila californiensis
Sciophila californiensis är en tvåvingeart som beskrevs av Zaitzev 1982. Sciophila californiensis ingår i släktet Sciophila och familjen svampmyggor.
Artens utbredningsområde är Kalifornien. Inga underarter finns listade i Catalogue of Life.